# アニマ・アニムス
『アニマ・アニムス』（ANIMA・ANIMUS）は、山下久美子の7thスタジオ・アルバムで、1984年5月21日に日本コロムビアから発売された。

## 概要
前作から約9か月ぶりのスタジオ・アルバム。

## 制作
山下のディレクターだった福岡智彦は、当時、サンプリングやミュージックシーケンサーを使用したコンピュータプログラミングなどの技術が急速に進化し、音楽の創り方が大きく変化していくのを感じたうえで、どこか気負いもしていたという。また、山下も「『赤道小町ドキッ』路線でずっといくのは難しい」と感じていたといい、「その路線を維持していくには、ずっと細野晴臣さんにお願いしないと難しいなと。なかなか『赤道小町ドキッ』は超えられないんですよ。それでちょっと反骨精神がでちゃって」と語っている。
そこで、レコーディングエンジニアに飯泉俊之、アレンジャーにベーシストの後藤次利をそれぞれ起用し、アルバム制作を始めた。福岡はアレンジャーの後藤に「思い切りやってください」と伝えた結果「ほんとに思い切り振り切った、まるで実験のようなレコーディングが始まった」と語っている。
このアルバムを売り出す際、当時としてはかなり前衛的なサウンドだったためか、日本コロムビアの宣伝担当（当時）だった渡部洋二郎から「おまえ、こんな売りにくい音作ってどうするつもりだ。この野郎!」と言われたという。実際に、初めてこのアルバムを聴いたファンは「あまり聞いたことのない音楽」「リズムも複雑で、ライブでもどうやってノッていいのかわからない」など困惑し、山下曰く「それまで振り向かなかった人が振り向くとかね。逆にそれまでずっと見てくれていた人が離れるとか。そういう色んな面白い現象がありました」とのちにMusicVoiceのインタビューで語るなど賛否両論が巻き起こり、山下も「申し訳ないなと思いながら、やってましたけどね」と語っている。のちに、福岡は「今聴いてもなかなかカッコいいと思います。今聴いたほうがカッコいい、と言うほうがいいのかもしれません」と評価し、山下も「20年くらい早かったアルバム」と語っている。

## アルバムジャケット
当時、日本コロムビアの宣伝担当だった渡部洋二郎が「こうなったらオレが企画を作るしかないだろう」と立ち上がり、小説家で放送作家の景山民夫に演出を依頼し、ミクロネシア連邦のポンペイ島でプロモーションビデオの撮影と同時に、アルバムのジャケットの撮影も行った。プロモーションビデオは、1984年6月21日に『黄金伝説』というタイトルで発売された。

## 収録曲

### SIDE A
| 全編曲: 後藤次利。 |                      |                      |            |       |
| #                  | タイトル             | 作詞                 | 作曲       | 時間  |
| 1.                 | 「アニマ・アニムス」 | 銀色夏生・大沢誉志幸 | 大沢誉志幸 | 4:22  |
| 2.                 | 「そばにいたいよ」   | 銀色夏生             | 原田真二   | 3:13  |
| 3.                 | 「SEEK」             | 松尾由紀夫           | 後藤次利   | 3:53  |
| 4.                 | 「DOWNTOWN SUNDOWN」 | 神沢礼江             | 後藤次利   | 4:22  |
| 5.                 | 「NEW YEAR'S EVE」   | 麻生圭子             | 大沢誉志幸 | 4:17  |
| 合計時間:          | 合計時間:            | 合計時間:            | 合計時間:  | 20:07 |

### SIDE B
| 全編曲: 後藤次利。 |                                |           |           |       |
| #                  | タイトル                       | 作詞      | 作曲      | 時間  |
| 1.                 | 「モーニング・ベルならしてよ」 | 銀色夏生  | 藤木俊平  | 3:07  |
| 2.                 | 「GIMME LOVE」                 | Kumiko    | NOBODY    | 3:39  |
| 3.                 | 「誰かがわたしを呼んでいる」   | 神沢礼江  | 後藤次利  | 4:07  |
| 4.                 | 「5・6・7・8 DANCE!」          | 麻生圭子  | NOBODY    | 3:19  |
| 5.                 | 「HELLO! ストレンジャー」      | Kumiko    | 岡本朗    | 4:29  |
| 合計時間:          | 合計時間:                      | 合計時間: | 合計時間: | 18:41 |

## 楽曲解説

### SIDE A
1. アニマ・アニムス
2. そばにいたいよ
3. SEEK
4. DOWNTOWN SUNDOWN
  - シングル「モーニング・ベルならしてよ」のB面曲。
5. NEW YEAR'S EVE
  - このアルバムのリリース後、ディレクターの福岡智彦が、ユーリズミックスのアルバム『タッチ』を聴いていたときに、収録曲である「ライト・バイ・ユア・サイド（英語版）」と酷似していることに気づいたという[6]。福岡は、このことに対し「ほとんどそのまんまですから、アレンジャーとしてどうかとも思いますが、それを許してしまった私がダメでしょう」とした上で、「とてもいい仕事をしてくれたと思っていますし、自分にとってとても刺激的なレコーディングでした。だからこそ、このことが悔しいし、今になっても、忘れようとして忘れられない古傷なのです」と語っている[6]。

### SIDE B
1. モーニング・ベルならしてよ
  - 先行シングル。
2. GIMME LOVE
3. 誰かがわたしを呼んでいる
4. 5・6・7・8 DANCE!
5. HELLO! ストレンジャー

## 参加ミュージシャン
- Bass：後藤次利
- Drums：青山純, 山木秀夫
- Keyboards：富樫春生
- E.Guitar：北島健二, 横内健亨
- Percussion：PECKER, 斉藤ノブ, 浜口茂外也
- Computer：松武秀樹(M.A.C.)
- Sax：矢口博康
- Trombone：向井滋春
- Trumpet：中沢健二
- A.Guitar：相沢行夫 (NOBODY), 木原敏雄 (NOBODY), GONZALES MIKAMI
- Emulator：神山暁雄
- Chorus：PONAPE CULTURE CENTER